# Штандарт (яйце Фаберже)
Яхта «Штандарт» — ювелірне великоднє яйце виготовлене фірмою Карла Фаберже на замовлення російського імператора Миколи II у 1909 році. Було подароване імператором дружині Олександрі Федорівні.